# Hoàng Quyên
Hoàng Lệ Quyên (sinh ngày 19 tháng 10 năm 1992), thường được biết đến với nghệ danh Hoàng Quyên, là ca sĩ kiêm sáng tác nhạc và là á quân cuộc thi Vietnam Idol 2012 vào ngày 1 tháng 2 năm 2013. Tại cuộc thi này, là người về nhì, Quyên giành được "nhiều sự đánh giá cao từ những người làm nghệ thuật cũng như các thính giả nghe nhạc" bởi chất giọng alto-mezzo, tức giọng nữ trung trầm độc, lạ, đẹp, được xét vào hàng quý hiếm, cùng kĩ thuật thanh nhạc gần như hoàn hảo.
Nghệ danh Hoàng Quyên do nhạc sĩ Lê Minh Sơn góp ý chọn cho Quyên: "Cái tên gọn gàng hơn và quyết đoán hơn với mong muốn điều đó sẽ đi theo Quyên trong cuộc sống cũng như công việc".

## Tiểu sử
Quyên là người dân tộc Tày sinh ra tại Xã Phú Cường, huyện Đại Từ, tỉnh Thái Nguyên. Năm 2006, Quyên lần đầu tham dự cuộc thi "Giai điệu tuổi hồng" toàn quốc dành cho lứa tuổi học sinh và đạt giải Nhất với bài hát Biết ơn chị Võ Thị Sáu. Khi các nhạc sĩ Quang Vinh (Giám đốc Nhà hát Ca múa nhạc Việt Nam), Đức Trịnh (Hiệu trưởng Trường Đại học Văn hóa - Nghệ thuật Quân đội), An Thuyên (Hiệu trưởng Trường Đại học Văn hóa - Nghệ thuật Quân đội tại thời điểm đó) phát hiện giọng hát của Quyên, Quyên được đặc cách chuyển thẳng về học tại Trường Đại học Văn hóa - Nghệ thuật Quân đội, Hà Nội. Tại đây, Quyên học cùng lớp với ca sĩ Văn Mai Hương, á quân Vietnam Idol 2010 và ca sĩ Minh Chuyên, quán quân Sao Mai điểm hẹn 2011 dưới sự hướng dẫn của Nghệ sĩ ưu tú Hà Thủy. Trong thời gian đi học, Quyên đi hát ở các tụ điểm ca nhạc trong thành phố để có thêm tiền trang trải cho cuộc sống và phục vụ học tập. Trước khi đến với Vietnam Idol, Quyên đã có cơ hội mà nhạc sĩ Lê Minh Sơn có thể mời Quyên tham gia liveshow Con đường âm nhạc của mình và sáng tác riêng 2 ca khúc để Quyên thể hiện trong album mới nhất của Sơn, đó là các bài hát Ổi ương đầu cành, Rét đầu mùa. Quyên đã thu âm những ca khúc khác của Sơn như Người ở đừng về, Cặp ba lá, Gió mùa về...
Quyên đã cùng ca sĩ Trọng Tấn hoàn thành album nhạc Romance cổ điển "Phác thảo mùa thu" của nhạc sĩ Đặng Hữu Phúc, là nhạc sĩ đầu tiên của Việt Nam giành giải Nhạc phim xuất sắc nhất tại liên hoan film quốc tế. Album Phác thảo mùa thu gồm những ca khúc lãng mạn từng 1 thời "đóng đinh" tên tuổi của ca sĩ Ái Vân. Các bài hát trong album "Phác thảo mùa thu" của Quyên là: Lá Thu, Du Thuyền Trên Hồ Tây, Tình Ca Ban Đêm, Tiếng Mùa Xuân, Hoài Niệm Mùa Thu, Cơn Giông, Phác Thảo Mùa Thu, Bên Vườn Khuya, Lời Thu Sang, Mưa, và Hát Giữa Chiều Mưa.
Quyên là ca sĩ chính tham gia thực hiện album "Phía không người" của nhạc sĩ Trần Viết Tân cùng dàn ca sĩ Thanh Lam, Tùng Dương, Trần Thu Hà, và Ngọc Khuê. Các bài hát trong album "Phía không người" của Quyên là: Phía Không Người, Xương Rồng,Nỗi Nhớ.
Năm 2014, Phát hành CD "Cửa Thơm Mùi Nắng"
Năm 2015, Phát hành CD "Về" và Quyên tự làm liveshow Rét đầu mùa thuộc dự án Quyên 23.
Năm 2018, Phát hành CD "Sóng Hấp Dẫn"
Năm 2019, Live Concert "Sóng Hấp Dẫn" tổ chức tại Nhà Hát Lớn Hà Nội.

## Sự nghiệp

### Vietnam Idol 2012
Khi rơi vào Top nguy hiểm và có nguy cơ bị loại, bộ 3 giám khảo đã dùng quyền cứu duy nhất của mình dành cho Quyên. Quyên sau đó "cười nhiều hơn, chủ động trên sân khấu và biết giao lưu cùng khán giả hơn và ngày càng hoàn thiện bản thân". Trước "câu chuyện cổ tích" mang tên Ya Suy, Quyên chấp nhận vị trí á quân.
Các ca khúc Quyên trình bày là Và em có anh, Mong anh về, Ngày hôm nay, Chuông gió, Mùa cây trổ lá, Đừng buồn phiền, Chiếc lá vô tình, Những lời buồn, Hẹn gặp lại anh, Bàn tay trắng, Giấc mơ của tôi, Move, I will be there, Try it on my own, Bay (song ca cùng thí sinh Bảo Trâm), Thềm nhà có hoa (song ca cùng thí sinh Hương Giang),...

### Tranh cãi sauVietnam Idol2012
Sau khi kết thúc Vietnam Idol 2012, ý kiến giữa những nhà chuyên môn, nhạc sĩ, ca sĩ: 
- Ý kiến của giám đốc âm nhạc Vietnam Idol 2012 Huy Tuấn trước đêm công bố kết quả: "Với tôi, người chiến thắng của Vietnam Idol là Hoàng Quyên, bất luận kết quả đêm nay thế nào. Vì để đi đường dài, thì những câu chuyện bên lề cũng mãi chỉ là bên lề mà thôi.", và sau đêm công bố kết quả: "Chúc mừng Yasuy, người đã chiến thắng trong khuôn khổ cuộc thi Idol. Giờ là lúc thời gian để đi học. Chào mừng Hoàng Quyên một ngôi sao mới của thị trường âm nhạc!"[10].
- Ý kiến của giám khảo Quốc Trung trước đêm công bố kết quả: "Cá nhân tôi thì mong Hoàng Quyên sẽ là thần tượng. Điều này sẽ mang lại nhiều điều tích cực hơn cho các thì sinh, cho cuộc thi và cho cả đời sống âm nhạc."[11].
- Ý kiến của giám khảo Quang Dũng sau đêm công bố kết quả: "Đã hết Vietnam Idol. Chúc mừng Yasuy và những khán giả yêu quý và bình chọn Yasuy. Và tôi là người đã bầu chọn cho Hoàng Quyên.".

Trong khi đó khán, thính giả chia làm 2 phần tranh cãi "gay gắt" về tài năng và ngôi vị của Quán quân và Á quân Vietnam Idol 2012 .

### Thất bại
Tham gia Sao Mai (Liên hoan tiếng hát truyền hình toàn quốc) 2011, Quyên đã bị loại khỏi đêm chung kết phía Bắc. Ca sĩ Ngọc Khuê đã nhận xét "Chắc em ấy cũng chưa hiểu thế nào là bản năng. Nếu không với những gì em ấy có cộng với sự tư vấn của cô Hà Thủy và nhạc sĩ Lê Minh Sơn thì em ấy hoàn toàn vững bước tiến vào đêm cuối cùng của Sao mai chứ không như thế này".

## Tai tiếng
- Nhận xét "Ngọc Khuê có album đầu tiên hát nhạc Lê Minh Sơn để lại ấn tượng tốt, nhưng album sau đó không thành công lắm, có thể vì chị ấy không bản năng như Thanh Lam hay Tùng Dương",. Ngọc Khuê, Thanh Lam, Tùng Dương và Hoàng Quyên là bộ tứ tham gia Liveshow Con đường âm nhạc của nhạc sĩ Lê Minh Sơn.
- Trả lời phỏng vấn về việc bỏ thi cuộc thi The Voice 2012: "Khi thành phần giám khảo (huấn luyện viên) được công bố thì tôi thôi hẳn ý định vì tôi e là giám khảo nào thì sẽ là giải thưởng đó…".[14].

### Vụ phát ngôn 'nực cười khi hoa hậu, người mẫu nhận là nghệ sĩ'
Trong bài phỏng vấn với Zing News, Hoàng Quyên trả lời: "Tôi thấy nực cười lắm, sao ở Việt Nam, một số hoa hậu, người mẫu, MC, ca sĩ giải trí, thậm chí không cả đạt đến mức giải trí cũng được gọi là nghệ sĩ. Họ tự nhận bản thân đang hoạt động trong lĩnh vực nghệ thuật? Sao họ lại nghĩ buồn cười thế nhỉ?" và theo cô, thì người nghệ sĩ "phải có sản phẩm mang tính sáng tạo, có ý niệm, và phải thăng hoa trong chính ý niệm của họ. Nghệ sĩ là người có 'công trình' nghệ thuật, chứ không phải là lấp lánh, xập xình, son phấn. Nghệ sĩ tinh giản lắm, thậm chí còn tối giản vì đôi khi sự đơn giản mới là đỉnh cao." Phát ngôn đã dấy lên một cuộc tranh luận từ công chúng.
Trả lời buổi phỏng vấn của Vietnamnet, Hoàng Quyên đã trải lòng: "Thực ra nhiều người sẽ buồn lòng vì họ cho mình vào phạm vi đấy. Nhưng Quyên nghĩ không nên như thế. Đúng là Quyên ngưỡng mộ nhiều người mẫu nhưng chưa bao giờ coi họ là nghệ sĩ. Nhưng có lẽ Quyên sẽ chỉ nói vấn đề này một lần để hạn chế mọi người căng thẳng với nhau."

## Nhận xét
- Ca sĩ Mỹ Tâm: "Mỗi người sinh ra để làm một công việc gì đó, nhưng em sinh ra là để hát"; "Không thể tin được, chị đang nghĩ một ngôi sao đang toả sáng, em đúng là một tài năng em ơi"[17].
- Nhạc sĩ Lê Minh Sơn:
  - "Khi làm với Hoàng Quyên, tôi thu lại cũng được nhiều mà. Thu lại sự sung sướng. Đã gần 10 năm rồi, tôi chưa thấy giọng hát nào như thế. Tôi rất thích."; "Tôi nghĩ, mình may mắn khi gặp được Hoàng Quyên chứ không phải cô ấy may mắn gặp được tôi. Đó là sự may mắn khi được gặp nhau, có duyên với nhau và được làm việc cùng nhau. Và cuối cùng được cùng thăng hoa."[cần dẫn nguồn];
  - "Một chất giọng alto hiếm có, pha nét trải nghiệm của Thanh Lam, chút trong sáng của Ngọc Khuê, tinh tế của Tùng Dương và ma mị của Hà Linh... ".[18]
  - "Khi gặp Ngọc Khuê, tôi không cho rằng đó là cái may vì cả hai chúng tôi đều cần nhau, nhưng khi gặp Quyên, tôi cho đó là cái may của bản thân tôi. Nếu không cần tôi, Quyên vẫn có thể nổi nhưng lâu lắm rồi tôi mới có thể tìm được chất giọng rực lửa như thế."[19].
- Nhạc sĩ Quốc Trung: "Tôi nghĩ là khán giả phải nhắm mắt lại để nghe em hát, không phải vì em không xinh đẹp mà vì giọng em rất xinh đẹp"[20]; "Tôi sẽ rất ngạc nhiên, nếu có nhạc sĩ, nhà sản xuất nào nếu nghe em hát mà không có hứng sáng tác hay hợp tác sản xuất với em. Em là nguồn cảm hứng để các nhạc sĩ sáng tác" [21].
- Đạo diễn Nguyễn Quang Dũng: "Việt Nam Idol sẽ tự hào khi có em. Một ngày nào đó, khi em trình diễn tôi sẽ tự hào và nói rằng cô gái ấy từng là thí sinh của Việt Nam Idol lúc tôi làm giám khảo đó. Tôi sẽ chờ ngày đó và tôi tự hào về điều đó" [21].
- Nhạc sĩ Đặng Hữu Phúc: "Thật may mắn đầu tháng 3 năm nay, tôi tình cờ phát hiện ra giọng của Hoàng Quyên, chất giọng đẹp, xúc cảm đến run rẩy".
- Nhạc sĩ Ngọc Đại: "Sứ mệnh của mày là làm nghệ thuật thì mày không làm vớ vẩn được!".[22]
- Ca sĩ Mỹ Linh: "Hoàng Quyên có giọng alto thật hiếm. Âm vực khá rộng và thông minh. Bé Quyên chậm mà chắc"[23].
- Ca sĩ Hồng Nhung: "Hoàng Quyên chọn lựa một bài hát về vấn đề xã hội gay gắt, em thể hiện kỹ thuật hát rất chắc chắn, em hát nốt thấp ra nốt thấp, nốt cao ra nốt cao rất chính xác và rất gợi cảm"[24].
- Nhạc sĩ Anh Quân: "Rất ít ca sĩ trẻ cất giọng lên người nghe sẽ nhận ra là ai mà không cần nhìn. Hoàng Quyên làm được điều này!"[25].

## Giải thưởng
- Giải nhất cuộc thi Tiếng hát học sinh phổ thông huyện Đại Từ, Thái Nguyên, và giải nhì tỉnh Thái Nguyên năm 2004 (12 tuổi).
- Giải nhì học sinh giỏi văn tỉnh Thái Nguyên năm 2005. Học bổng nữ sinh tài năng năm 2005 do Phó chủ tịch nước Trương Mỹ Hoa trao tặng.
- Giải nhất cuộc thi "Giai điệu tuổi hồng" tỉnh Thái Nguyên và Huy chương vàng cuộc thi "Giai điệu tuổi hồng" toàn quốc năm 2006 (14 tuổi).
- HCV Tiếng hát TP Thái Nguyên năm 2007 (15 tuổi)[26].
- HCV cuộc thi Tiếng hát đô thị và du lịch Thái Nguyên năm 2009 (17 tuổi).
- Giải Triển vọng cuộc thi "Ban nhạc, tốp nhạc học sinh" toàn quốc năm 2009 (17 tuổi) [26].
- Lọt vào chung kết giải Sao Mai (Liên hoan tiếng hát truyền hình toàn quốc) 2009, là thí sinh nhỏ tuổi nhất (17 tuổi) lọt vào top 9, trong top 9, Quyên lọt tiếp vào top 3 thí sinh điểm cao nhất dòng nhạc nhẹ khu vực phía Bắc tham dự vòng chung kết Sao Mai toàn quốc[27].
- Giải nhất cuộc thi "Tiếng hát mùa thu" 2010 do đài PTTH Hà Nội tổ chức (khi 18 tuổi). Trong cuộc thi này Quyên là thí sinh trẻ nhất, đoạt danh hiệu quán quân sau khi vượt qua ca sĩ về nhì là Đinh Thị Thu Thùy, thí sinh cuộc thi Giọng hát Việt The Voice 2012, và gần 500 thí sinh đăng ký tham dự khác[28].
- Giải nhất cuộc thi Tiếng hát Hữu nghị Việt - Trung năm 2011 (khi 19 tuổi).
- Tốt nghiệp thủ khoa Thanh nhạc, trường ĐH Văn hóa Nghệ thuật Quân đội với 2 điểm 10 tuyệt đối.
- Á quân Vietnam Idol 2012 (khi 20 tuổi)[1].
- Dẫn đầu top 12 ca khúc lọt vào liveshow tháng 3 Bài hát yêu thích với ca khúc "Mùa cây trổ lá" (Đỗ Bảo).

## Đời tư
Quyên đã kết hôn ngày 22 tháng 7 năm 2018 với kiến trúc sư người Hà Nội tên là Tuấn Việt, sinh năm 1992. Cả 2 đã quen nhau 1 năm trước đó qua điện thoại. Năm 2019, Quyên sinh con gái đầu lòng. Năm 2020, Quyên và chồng đã chính thức ly hôn.

## Đĩa nhạc

### Album phòng thu
- Cửa thơm mùi nắng (2014)
- Về (2015)
- Sóng hấp dẫn (2018)
- A Diary of Melody (2023)

### Album nhạc sĩ
| Năm  | Tên               | Nhạc sĩ       | Chú thích |
| ---- | ----------------- | ------------- | --------- |
| 2010 | Phác thảo mùa thu | Đặng Hữu Phúc |           |
| 2015 | Góc em            | Trần Viết Tân |           |

### Đĩa đơn
| Năm  | Tên                     | Định dạng   | Chú thích                  |
| ---- | ----------------------- | ----------- | -------------------------- |
| 2013 | "Người em đã yêu"       | Kỹ thuật số |                            |
| 2013 | "Ngày nắng"             | Kỹ thuật số |                            |
| 2013 | "Sóng ngang"            | Kỹ thuật số | Trích từ Cửa thơm mùi nắng |
| 2014 | "Lắng nghe mùa xuân về" | Kỹ thuật số |                            |
| 2014 | "Mùa xuân gọi"          | Kỹ thuật số |                            |
| 2016 | "Như là cơn mưa tới"    | Kỹ thuật số | Trích từ Sóng hấp dẫn      |
| 2017 | "Thời gian để yêu"      | Kỹ thuật số |                            |